# Aleucanitis angustifasciata
Aleucanitis angustifasciata är en fjärilsart som beskrevs av Hans Georg Amsel 1935. Aleucanitis angustifasciata ingår i släktet Aleucanitis och familjen nattflyn. Inga underarter finns listade i Catalogue of Life.